# Pomlázka

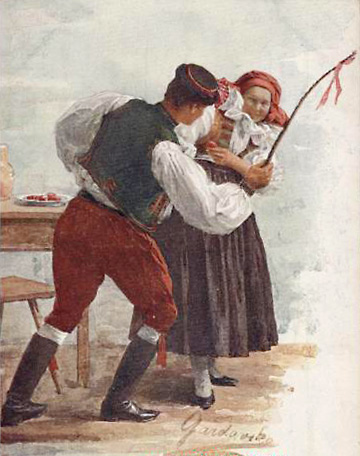
Tableau illustrant la coutume de pomlázka en Moravie. 1910

Pomlázka (le fouet de Pâques, en tchèque: pomlázka, mrskačka, šmerkust, en slovaque: korbáč) est un rite populaire en Tchéquie et en Slovaquie qui se déroule le lundi de Pâques, lors duquel les jeunes garçons fouettent symboliquement les jeunes filles sur les fesses au moyen de petites branches de saule ou d'autres arbres fraîchement coupées.

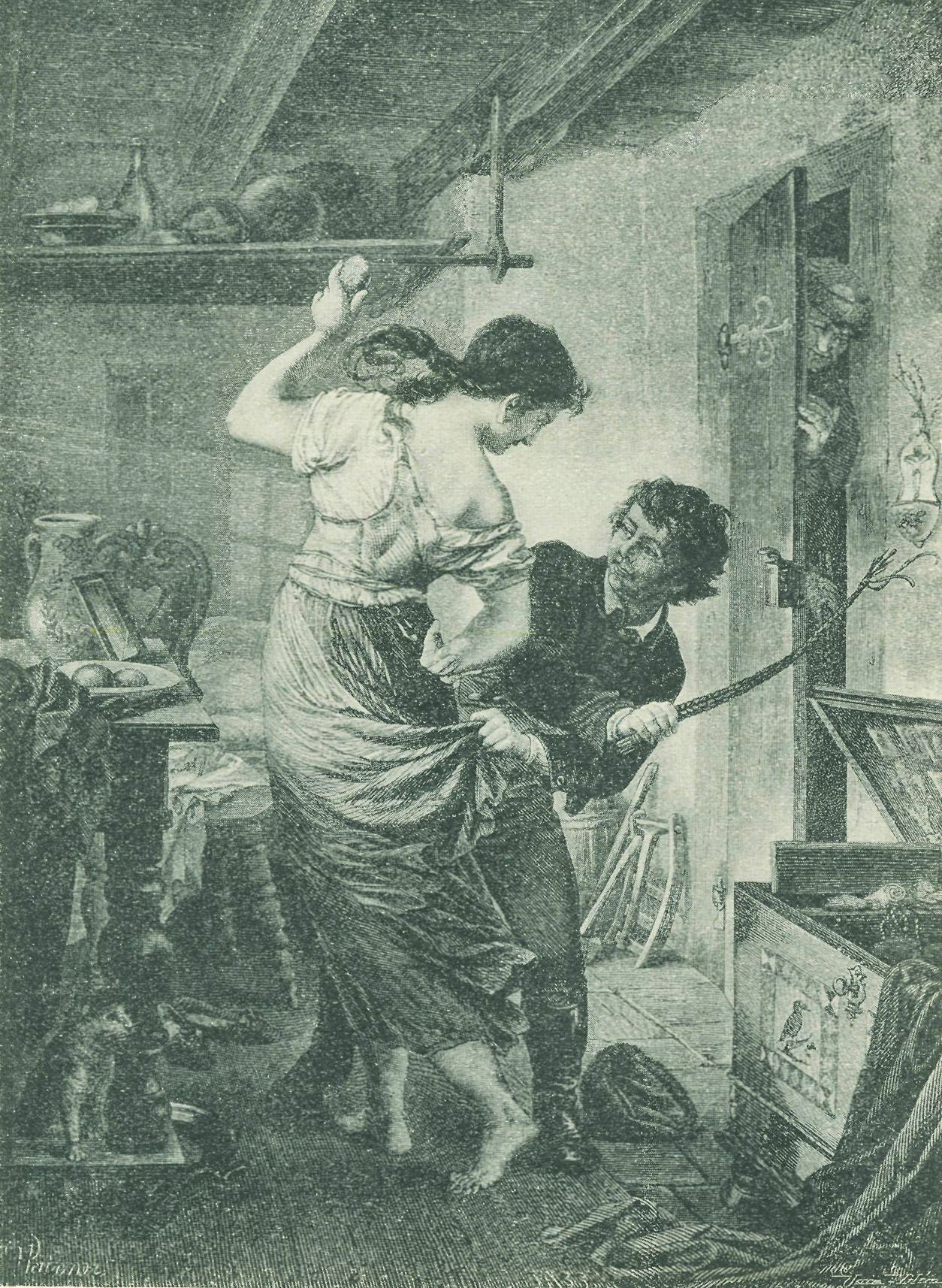
Coutume de pomlázka en Tchéquie (1910)

## Coutume
Tôt le matin du lundi de Pâques, les jeunes garçons descendent dans la rue avec des pomlázkas. Ils se mettent à la recherche des fillettes, qui elles se cachent ou du moins font semblant de se tenir cachées. Les garçons cinglent ensuite les filles de leur fouet fait de jeunes branches de saule (également de bouleau ou de genévrier) qui sont décorées de rubans à leur extrémité. Les jeunes filles peuvent se délivrer en offrant des œufs peints (de nos jours également des œufs en chocolat) ou d'autres sortes de friandises.
Le mot pomlázka est apparenté selon toute apparence au protoslave *moldъ qui signifie jeune (cf. par exemple en serbo-croate mlad, en polonais młody, en russe молодой / molodoj). En se faisant fouetter, les jeunes filles rajeunissent. Elles recevraient ainsi la fraîcheur, la souplesse et la vitalité des jeunes branches de saule.
Pomlázka désigne également le fait d'offrir des œufs de Pâques décorés.  
En Tchéquie et en Slovaquie la coutume du fouettement au moyen de pomlázkas s'effectue en faisant le tour des maisons. Les fouets sont fabriqués à partir d'une demi-douzaine de branches de saule fermement serrées. Les garçons vont ainsi de porte en porte frapper les fesses des fillettes des alentours. Quelques chants spéciaux accompagnent cette joyeuse bastonnade. La fillette avait cependant le droit durant le rituel de verser un seau sur le garçon.  
Chez les Slaves orientaux, ce fouettement avec des branches de saule se retrouve plutôt la veille du dimanche des Rameaux, c'est-à-dire le Samedi de Lazare.